# Gipfel für Demokratie

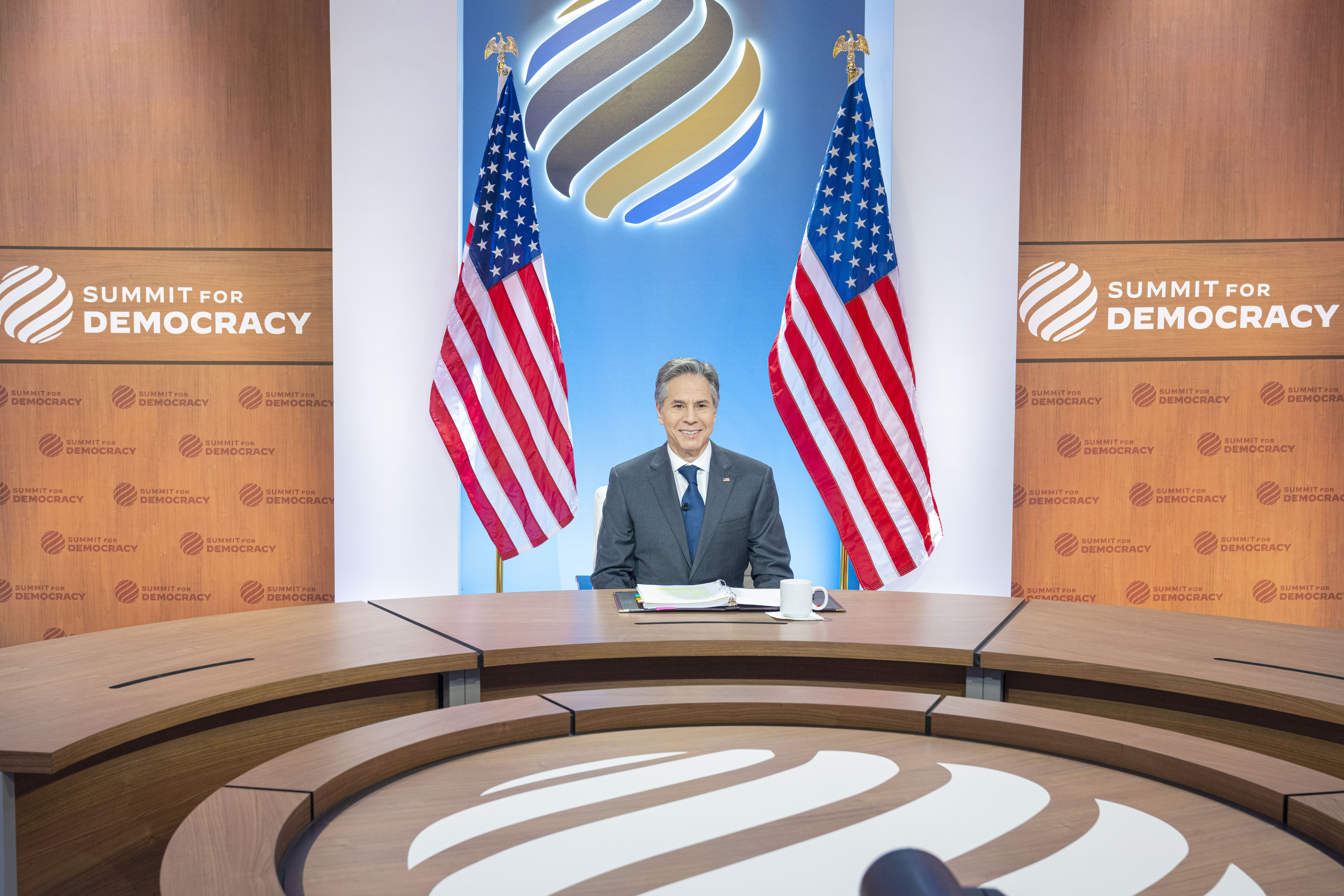
US-Außenminister Antony Blinken bei Teilnahme am „Gipfel für Demokratie“

Gipfel für Demokratie („Summit for Democracy“) ist die Bezeichnung für ein virtuelles internationales politisches Gipfeltreffen, das die seit dem 20. Januar 2021 amtierende US-Regierung unter Joe Biden vom (8.)9.–10. Dezember 2021 erstmals veranstaltete.

## Ziel und Inhalt des „Gipfels für Demokratie“
Der amerikanische Präsident sieht die Demokratien als politisches System zunehmend gefährdet durch aufstrebende Autokraten. Die Anstrengungen richten sich darauf, „die Demokratie im eigenen Land zu erneuern und Autokratien im Ausland entgegenzutreten“.
Zur internationalen Versammlung waren Staatspräsidenten, Premierminister und ranghohe Botschafter geladen. Das US-Außenministerium (Department of State) hatte mittels Länderliste (online) veröffentlicht, wer Teilnehmer sein kann. Die vorgegebene Länderauswahl brachte zum Ausdruck, dass nur diejenigen eingeladen waren, für die durch die US-Administration ein „demokratischer“ Status anerkannt ist.
Diese faktische Formierung eines neuen Lagers für eine neue Blockkonfrontation durch die Biden-Regierung steht in der langen Tradition US-amerikanischer globaler Strategien, darunter das Konzept des Präsidentschaftskandidaten John McCaine zu einer „Liga der Demokratien“ (2008) bis zu einer „Allianz der Demokratien“ (2021) des Washingtoner  Atlantic Council. Darauf deutet die angekündigte Fortsetzung des „Gipfels für Demokratie“ nach etwa einem Jahr (das heißt im Jahr 2022) hin.
Ziel der Initiative der Vereinigten Staaten sollte sein, eine internationale Bewegung zu formieren, die sich gegen den zunehmenden Autoritarismus verteidigt, Korruption bekämpft und die Achtung der Menschenrechte stärkt. Ziel des Gipfels ist, die Aufstellung einer positiven Agenda für die „demokratische Erneuerung“ zu gestalten und „die größten Bedrohungen, denen sich Demokratien heute gegenübersehen, durch gemeinsames Handeln“ zu bekämpfen.

Eingeladene Teilnehmer zum Gipfel der Demokratie
Teilnehmer aus abhängigen und autonomen Gebieten

## Teilnehmer am „Gipfel für Demokratie“
Die Vereinigten Staaten bezeichneten die Eingeladenen als „Teilnehmer“ (en – Participants), um anzuerkennen, dass es sich bei einigen Teilnehmern (wie Taiwan) um Staaten handelt, die weder von den Vereinten Nationen noch von den USA anerkannt werden, oder um das Kosovo, das von den  Mitgliedstaaten der Vereinten Nationen nicht vollständig anerkannt wird.
Nicht eingeladen waren zum Beispiel Russland, China, die Türkei oder Ungarn. Dabei sind hingegen Teilnehmer wie Indien, Irak, Kosovo und Taiwan.

## Politisch-diplomatische Kontroverse zum „Gipfel für Demokratie“
Politische Kontroversen entzünden sich wie stets in Hinsicht auf den 1995 vorgelegten Abschlussbericht „Our Global Neighbourhood“ der UN-Commission on Global Governance an der getroffenen Feststellung, dass es weder ein einziges Modell oder eine einzige Form der Weltordnungspolitik („Global Governance“) gibt, noch eine einzige Ordnungsstruktur oder Gruppe solcher Globalstrukturen existiert.
Ein diplomatisches Echo fand der virtuelle „Gipfel für Demokratie“ („Summit for Democracy“, 9.–10. Dezember 2021), nachdem zu dessen Vorbereitung das  Außenministerium (Department of State) mittels einer Online-Länderliste veröffentlicht hatte, wer Teilnehmer sein kann und wer nicht. Die Botschafter Russlands und Chinas in Washington kritisierten ein hegemoniales Verhalten der Vereinigten Staaten in der ungewöhnlichen Form eines gemeinsamen Medienbeitrags beim konservativen Online-Portal The National Interest. Im Botschafter-Beitrag wird der Versuch der USA zurückgewiesen, die ausgeübte alleinige Kompetenz für die Gestaltung der Global Governance (Prinzipien, Werte, Regeln, Verfahren, Gesetze) festschreiben zu wollen. Nach gemeinsamer Auffassung seien die inneren nationalen Entwicklungen, Kultur und Traditionen zu respektieren und auf „Regime-Change“ zu verzichten. Russland und China appellieren, „darauf zu verzichten, ‚wertebasierte Diplomatie‘ einzusetzen, und damit Spaltung und Konfrontation zu provozieren; … sich für harmonisches Zusammenleben zwischen Ländern mit unterschiedlichen sozialen Systemen, Ideologien, Geschichten, Kulturen und Entwicklungsstufen einzusetzen.“

## Verlauf und Themen beim Demokratie-Gipfel (Dezember 2021)

### Veranstaltungen am Vortag (8. Dezember 2021)
Bereits am Vortag des offiziellen Beginns wurde der „Gipfel für Demokratie“ vom US-Außenminister Antony Blinken eröffnet und mit Diskussionen zu folgenden Themen eingeleitet:
- Medienfreiheit und Nachhaltigkeit – gemeinsam mit den Niederlanden veranstaltet;
- Diskussion junger demokratischer Führungskräfte;
- Forum des Privatsektors: Demokratie und Privatwirtschaft fahren gemeinsam;
- Stärkung des Wohlstands: Verbesserung der Stellung der Frau zur Förderung der Demokratie – gemeinsam mit Schweden veranstaltet;
- Panel-Diskussion über demokratiefördernde Technologie;
- Panel-Diskussion: Ein Gespräch über die Zukunft des Internets;
- Stimmen der politischen Gefangenen – gemeinsam mit Litauen veranstaltet

Der Tag endete mit Schlussworten von Melanie Joly, Außenministerin Kanadas.

### Veranstaltungen am Tag 1 (9. Dezember 2021)
Nach der Eröffnungsrede von US-Präsident Joe Biden hielt die neuseeländische Premierministerin Jacinda Ardern eine Rede über die Stärkung der demokratischen Widerstandsfähigkeit im Zeitalter von COVID-19.
Dem folgte eine Podiumsdiskussion, in der teilnehmende Delegationen ihre Visionen zur Stärkung der Demokratie darlegten. Ein weiteres Thema war die Korruptionsprävention, da die Konferenz mit dem zweitägigen Internationalen Tag der Korruptionsbekämpfung und dem Tag der Menschenrechte zusammenfiel. Der Tag endete mit Schlussworten von Kamala Harris, US-Vizepräsidentin.

### Veranstaltungen am Tag 2 (10. Dezember 2021)
Der Tag wurde eröffnet von António Guterres, UN-Generalsekretär.
Bei den Diskussionen über den Schutz der Menschenrechte wurde die Frage der Stärkung von Verteidigern der Menschenrechte und von unabhängigen Medien erörtert. Der Hongkonger Demokratie-Aktivist Nathan Law hielt während der Sitzung eine Rede.
Es wurde über die Stärkung der demokratischen Institutionen und Präventivmaßnahmen zur Verhinderung von Autoritarismus diskutiert. Auch die Bedrohung der Demokratie im digitalen Zeitalter wurde im Zusammenhang mit der digitalen Überwachung erörtert.
Der Tag endete mit Schlussworten von Joe Biden, US-Präsident.

## Kritik am „Gipfel für Demokratie“
Als Reaktion auf dieses Gipfeltreffen hat das Chongyang-Institut für Finanzwissenschaften der Chinesischen Volksuniversität am 6. Dezember 2021 einen Forschungsbericht über die „Amerikanische Demokratie“ veröffentlicht, in der Hoffnung, der Welt zu einem umfassenderen Demokratieverständnis zu verhelfen und gemeinsame Werte zu fördern.
Die Gästeliste des Gipfels wurde dafür kritisiert, dass die Teilnehmer aufgrund der politischen Interessen der Vereinigten Staaten und nicht aufgrund ihrer Demokratiebewertung eingeladen wurden. John Keane, Politikprofessor an der Universität Sydney, bezeichnete die Gästeliste als eine „zynisch erstellte, bürokratisch ausgearbeitete, von Agenturen strukturierte Einladungsliste, die Staaten enthält, die in der Rangliste der Demokratien weit nach unten fallen oder überhaupt keine Demokratien sind“.
Der philippinische Präsident Rodrigo Duterte, der wegen Verbrechen gegen die Menschlichkeit angeklagt ist, nahm die Einladung von Präsident Biden zum „Gipfel für Demokratie“ an. Der Vorsitzende des ICHPR Peter Murphy erklärte: „Dutertes Schreckensherrschaft und Massenmorde, die eine Untersuchung des Internationalen Strafgerichtshofs wegen Verbrechen gegen die Menschlichkeit ausgelöst haben, disqualifizieren ihn offenbar als Berater für alles andere als faschistischen Populismus, Unterdrückung und Menschenrechtsverletzungen.“
Obwohl mehrere Demokratiebeobachter Indien und Brasilien als rückständige Demokratien bezeichneten, nahmen der indische Premierminister Narendra Modi und der brasilianische Präsident Jair Bolsonaro an dem „Gipfel für Demokratie“ teil.
Einige der eingeladenen Länder, wie Angola, die Demokratische Republik Kongo und der Irak, wurden im jüngsten Bericht „Freedom in the World“" der demokratischen Überwachungsorganisation Freedom House als „nicht frei“ eingestuft.
Das Urteil des Londoner High Court, das die Auslieferung des WikiLeaks-Gründers Julian Assange an die USA zur Anklageerhebung wegen Spionage zulässt, fiel mit dem zweiten Tag des Demokratiegipfels zusammen.

## Liste der eingeladenen Teilnehmer
Afrika:
| - Angola - Botswana - Kap Verde - Demokratische Republik Kongo - Ghana | - Kenia - Liberia - Malawi - Mauritius - Namibia | - Niger - Nigeria - São Tomé und Príncipe - Senegal - Seychellen | - Südafrika - Sambia |

Asien-Pazifik:
| - Australien - Fidschi - Indonesien - Japan - Kiribati - Malaysia | - Marshallinseln - Föderierte Staaten von Mikronesien - Mongolei - Nauru - Neuseeland - Palau | - Papua-Neuguinea - Philippinen - Samoa - Südkorea - Salomonen - Osttimor | - Taiwan - Tonga - Vanuatu |

Europa:
| - Albanien - Armenien - Österreich - Belgien - Bulgarien - Kroatien - Tschechien - Zypern - Dänemark - Estland | - Finnland - Frankreich - Deutschland - Griechenland - Georgien - Island - Irland - Italien - Kosovo - Lettland | - Litauen - Luxemburg - Malta - Montenegro - Moldau - Niederlande - Nordmazedonien - Norwegen - Polen - Portugal | - Rumänien - Serbien - Slowakei - Spanien - Schweden - Schweiz - Ukraine - Vereinigtes Königreich |

MENA:
| - Irak | - Israel |

SCA:
| - Indien | - Malediven | - Nepal | - Pakistan |

Westliche Welt:
| - Antigua und Barbuda - Argentinien - Barbados - Bahamas - Belize - Brasilien - Kanada - Chile | - Kolumbien - Costa Rica - Dominica - Dominikanische Republik - Ecuador - Grenada - Guyana - Jamaika | - Mexiko - Panama - Paraguay - St. Kitts und Nevis - St. Lucia - St. Vincent und die Grenadinen - Suriname - Trinidad und Tobago | - Vereinigte Staaten - Uruguay |